# علم بيلاروس

علم بيلاروسيا

علم بيلاروسيا بدون المطرقة والمنجل

علم بيلاروسيا مابين عامي 1995-2012

العلم السابق والمُستخدم عام 1918، كذلك بصورة غير رسمية في غرب بيلاروسيا حتى عام 1939، وكذلك خلال احتلال ألمانيا النازية للبلاد فيما بين عامي 1942-1944، ومن 19 سبتمبر 1991 وحتى 5 يونيو 1995 (من الآن فصاعداً يستخدم من قبل المعارضة البيلاروسية)

يتكون علم بيلاروسيا (بالبيلاروسية: Сцяг Беларусі) (بالروسية: Флаг Белоруссии) من شريطين أفقيين غير متساويين أعلاهما الأحمر وأسفلهما الأخضر بنسبة 2:1، مع وجود شريط عمودي أبيض من جهة سارية العلم بداخله زخرفة روشنيك باللون الأحمر. يُعتبر علم بيلاروسيا واحداً من ثلاثة أعلام وطنية فقط من أعلام دول العالم تحمل ميزة الشريطين الأفقيين الأحمر العلوي والأخضر السفلي، والآخران هما علم بوركينا فاسو وعلم مدغشقر.
تم تقديم التصميم الحالي في عام 2012 من قبل اللجنة الحكومية للتوحيد القياسي لجمهورية بيلاروسيا، وهو مقتبس من التصميم المعتمد في استفتاء 14 مايو 1995. وكان علم بيلاروسيا تعديلاً لعلم الحقبة السوفيتية لعام 1951 الذي تم استخدامه عندما كانت بيلاروسيا إحدى جمهوريات الاتحاد السوفيتي حيث تمثلت التعديلات التي تم إدخالها على علم الحقبة السوفيتية في إزالة الرموز الشيوعية كالمطرقة والمنجل والنجمة الحمراء من القسم الأحمر للعلم بالإضافة إلى عكس اللونين الأحمر والأبيض في زخرفة روشنيك. منذ استفتاء عام 1995، تم تصميم العديد من الأعلام التي يستخدمها المسؤولون البيلاروسيون والوكالات الحكومية البيلاروسية على غرار علم البلاد.
يتكون العلم السابق لجمهورية بيلاروسيا الشعبية والمستخدم عام 1918 من ثلاثة شرائط أفقية هي الأبيض والأحمر والأبيض ويشبه علم النمسا ولكن بعكس اللونين الأحمر والأبيض مكان بعضهما البعض، اعتمدت ألوان العلم الحالي من قبل نظام ألكسندر لوكاشينكو الاستبدادي الحاكم في 7 يونيو 1995 بعد تفكك الاتحاد السوفيتي.

## معنى ألوان العلم
- الأحمر: يرمز إلى الثورة الاشتراكية.

- الأخضر: يرمز إلى الغطاء النباتي في بيلاروسيا.

- الأبيض: يرمز إلى نهر الدنيبر الذي يمر بشرق البلاد.

## أهمية العلم
كان الشريطان الأحمر والأخضر السائدان في بيلاروسيا يستخدمان في علمها الرسمي منذ 25 ديسمبر 1951 عندما كانت إحدى جمهوريات الاتحاد السوفيتي السابق حيث يرمز القسم الأحمر من العلم إلى راية النصر السوفيتية المشار إليها في السطر الأخير من النشيد الوطني البيلاروسي: "!Сцяг пераможны – радасці сцяг" = «راية النصر هي راية شروق الشمس!». أما زخرفة القماش المنسوج على اليسار فتستخدم ألوان الأحمر والأبيض التقليدية البيلاروسية.

## معرض صور

## أعلام أخرى

العلم الحالي
العلم السابق
العلم بدون المطرقة والمنجل
العلم الرئاسي الحالي
العلم الرئاسي السابق
علم الحزب الشيوعي

## أعلام مشابهة

علم بوركينا فاسو
علم جزر القمر في ظل نظام علي صويلح (1976-1978)
علم مدغشقر